# Puente de los Franceses
|  | Per a altres significats, vegeu «Puente de los Franceses (cançó)». |

El Puente de los Franceses és un viaducte ferroviari situat en el districte de Moncloa-Aravaca de Madrid (Espanya). Va ser aixecat en la segona meitat del segle xix per permetre el pas del Ferrocarril del Nord (Madrid-Venta de Baños-Irun), en el seu encreuament amb el riu Manzanares. El pont deu el seu nom a la nacionalitat dels enginyers que van idear el projecte, d'origen francès. Per extensió, també es coneix com a Puente de los Franceses al nus de carrers i carreteres existent en els seus voltants i, en concret, als passos elevats inaugurats el 1998.

## Història
El pont es va realitzar entre els anys 1860 i 1862, dins de les obres de construcció de la línia fèrria del nord, que van donar començament en 1856, a iniciativa de la Compañía de los Caminos de Hierro del Norte de España. El viaducte es troba en les proximitats de l'antiga estació del Norte (avui denominada Príncipe Pío), cap a la qual dirigia els trens de llarg recorregut. Aquesta terminal, que va començar a edificar-se en 1859, només dona servei en l'actualitat als trens de Rodalies. Durant la Guerra Civil espanyola, el pont va ser escenari d'alguns moments fonamentals en la defensa de Madrid, significant el baptisme de foc de les Brigades Internacionals en la Batalla de la Ciutat Universitària. Aquests episodis històrics van donar lloc a una popular cançó, utilitzada pel bàndol republicà, amb el pont com a tema principal:
| « | Puente de los Franceses, mamita mía, nadie te pasa, porque los milicianos qué bien te guardan. Por la Casa de Campo, mamita mía, y el Manzanares, quieren pasar los moros, mamita mía, no pasa nadie. Madrid ¡qué bien resistes!, mamita mía, los bombardeos. De las bombas se ríen, mamita mía, los madrileños. | » |

## Arquitectura

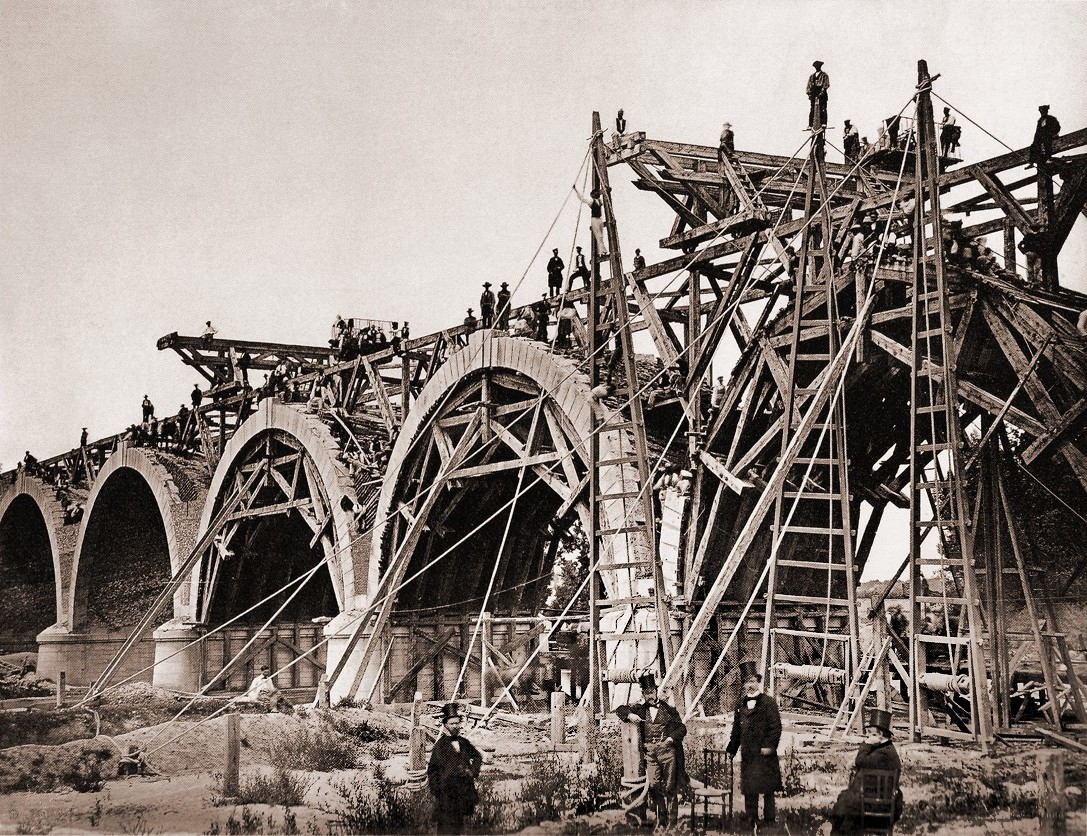
Construcció del Puente de los Franceses a Madrid, Charles Clifford, 1859.

El Puente de los Franceses se sosté sobre cinc ulls, en forma d'arc de mig punt en biaix, i tres dels seus quatre pilars s'aixequen directament sobre la llera del riu. Donat el seu caràcter ferroviari, presenta un aire funcional, caracteritzat per la pràctica absència d'elements ornamentals. Està construït en maó vermell, si bé el dovellat apareix recobert amb carreus de pedra de granit.